# Florence Vidor

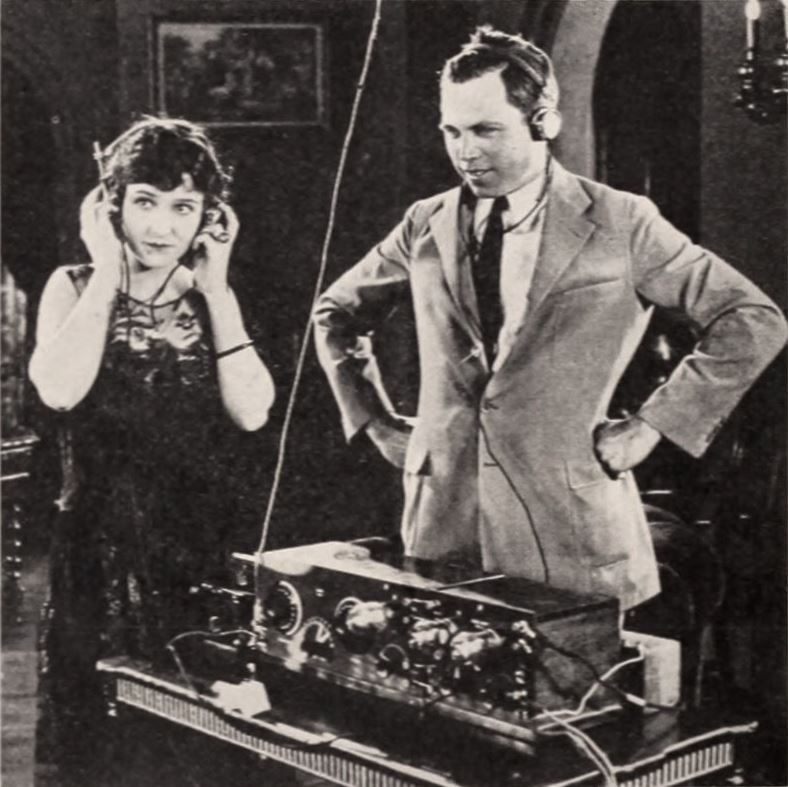
Florence Vidor I King Vidor

Florence Vidor (Houston (Texas), 23 de juliol de 1895 − Pacific Palisades (Califòrnia), 3 de novembre de 1977)) va ser una actriu de cinema mut. Tot i que mai va assolir el cim de l'estrellat, va ser una de les actrius secundàries més buscades de la seva època perquè, independentment del paper, sempre realitzava unes interpretacions molt sòlides.

## Biografia
Florence Cobb va néixer a Houston el 23 de juliol de 1895. El seu pare va morir quan ella era molt jove i la mare, Ida Dietrich, es va tornar a casar amb un agent immobiliari de nom Jacob Arto, cognom que assumí també Florence. Es va educar en una escola religiosa de Houston i no havia tingut mai cap contacte amb la interpretació.
El 1915 conegué el aleshores prometedor cineasta King Vidor amb qui es va casar poques setmanes després. Pocs anys després la parella es va traslladar a Hollywood. Allà, gràcies a Corinne Griffith, que havia entrat en el cinema gràcies al King VIdor, o gràcies a un director amic del seu marit, Florence va ser contractada per la Vitagraph dos dies a la setmana a raó de 5 dòlars diaris. Passats uns vuit mesos, Florence va veure que amb aquell sou no guanyava prou i es va establir com a actriu freelance. Va ser contractada per una filial de la Paramount per fer un paper a “The Intrigue” (1916)i cridà l’atenció de Frank Lloyd que la va contractar per a interpretar Mimi en la pel·lícula “A Tale of Two Cities” (1917) per a la Fox, pel·lícula que la donaria a conèixer.
El seu primer rol com a protagonista fou a “Hashimura Togo” (1917) per a la Famous Players-Lasky i s'especialitzà sobretot en comèdies de societat. Realitzà moltes pel·lícules amb el seu marit però també amb altres directors com Ernst Lubitsch, Thomas H. Ince, o Cecil B. DeMille. El matrimoni tingué una filla, Suzanne, però el 1923 es separà, divorciant-se pocs anys després. Posteriorment, Florence es casaria amb el violinista Jascha Heifetz. Inicialment no abandonà el cinema però el seu primer rol en el sonor, “Chinatown Nights” revelaria que la seva veu no era adequada per al nou medi i es retiraria. La parella es divorcià el 1945. Florence morí a la seva casa de Pacific Palisades a l’edat de 82 anys.

## Filmografia
- Bill Peter's Kid (1916)
- Curfew at Simpton Center (1916)
- The Yellow Girl (1916)
- The Intrigue (1916)
- A Tale of Two Cities (1917)
- American Methods (1917)
- The Cook of Canyon Camp (1917)
- Hashimura Togo (1917)
- The Countess Charming (1917)
- The Secret Game (1917)
- The Widow's Might (1918)
- The Hidden Pearls (1918)
- The Honor of His House (1918)
- The White Man's Law (1918)
- Old Wives for New (1918)
- The Bravest Way (1918)
- Till I Come Back to You (1918)
- The Other Half (1919)
- Poor Relations (1919)
- The Family Honor (1920)
- The Jack-Knife Man (1920)
- Lying Lips (1921)
- Beau Revel (1921)
- Hail the Woman, regia di John Griffith Wray (1921)
- Woman, Wake Up (1922)
- The Real Adventure (1922)
- Dusk to Dawn (1922)
- Skin Deep (1922)
- Conquering the Woman (1922)
- Alice Adams (1923)
- Main Street (1923)
- Souls for Sale (1923)
- The Virginian (1923)
- The Marriage Circle (1924)
- Borrowed Husbands (1924)
- Welcome Stranger (1924)
- Barbara Frietchie (1924)
- Christine of the Hungry Heart (1924)
- Husbands and Lovers (1924)
- The Mirage (1924)
- The Girl of Gold (1925)
- Are Parents People? (1925)
- Grounds for Divorce (1925)
- Marry Me (1925)
- The Trouble with Wives (1925)
- The Enchanted Hill (1926)
- The Grand Duchess and the Waiter (1926)
- Sea Horses (1926)
- You Never Know Women (1926)
- The Eagle of the Sea (1926)
- The Popular Sin (1926)
- Afraid to Love (1927)
- The World at Her Feet (1927)
- One Woman to Another (1927)
- Honeymoon Hate (1927)
- Doomsday (1928)
- The Magnificent Flirt (1928)
- The Patriot (1928)
- Chinatown Nights (1929)